# Spätkapitalismus oder Industriegesellschaft
Die wissenschaftliche Debatte um Spätkapitalismus oder Industriegesellschaft war Kernthema des 16. Deutschen Soziologentages der Deutschen Gesellschaft für Soziologie (DGS) vom 8. bis 11. April 1968 in Frankfurt am Main. Sie war nach den Diskussionen um die Rollentheorie und dem Positivismusstreit die dritte große und wegweisende Kontroverse in der westdeutschen Nachkriegssoziologie. Es ging darum, vor welchem theoretischen Hintergrund, mit welchen Methoden und mit welchem Ziel die westdeutsche und westeuropäische Gegenwartsgesellschaft zu analysieren sei. Die Kontroverse zwischen neomarxistischer Gesellschaftsanalyse (begleitet von Aktivitäten der außerparlamentarischen Opposition) und empirischer Sozialforschung polarisierte dermaßen, dass der nächste Soziologentag erst sechs Jahre später veranstaltet wurde.

## Strukturelle und personelle Rahmenbedingungen
Bis 1968 hatten sich in der bundesrepublikanischen Soziologie drei Hauptströmungen ausgebildet: Die Kölner Schule um René König und Erwin Scheuch, die Frankfurter Schule um Max Horkheimer und Theodor W. Adorno sowie ein überlokal wirksames Netzwerk der Philosophischen Anthropologie um so unterschiedliche Wissenschaftler wie Helmuth Plessner, Arnold Gehlen und Helmut Schelsky. Dazu kamen jüngere aber bereits einflussreiche Fachvertreter, wie Ralf Dahrendorf und M. Rainer Lepsius, die keiner der drei Richtungen zugehörig waren.
Theoretische Bezugspersonen der Kölner Schule waren der französische Klassiker Émile Durkheim (besonders für König) sowie die Amerikaner Talcott Parsons, Robert K. Merton und George C. Homans. Maßgeblich für den Kölner Studiengang war die Ausbildung in quantitativer Sozialforschung (besonders durch Scheuch). König war in auflagenstarken Publikationen bemüht, alle speziellen Soziologien bekannt zu machen. Die Herausgeberschaft der wichtigen Kölner Zeitschrift für Soziologie und Sozialpsychologie lag bei ihm.
Der zentrale Bezugspunkt des anthropologischen Netzwerkes war Max Scheler (Die Stellung des Menschen im Kosmos), doch es betrieb auch die Öffnung zur internationalen Soziologie. Arbeiten von George Herbert Mead, Claude Lévi-Strauss, Erving Goffman und des Emigranten Norbert Elias wurden der deutschsprachigen Fachöffentlichkeit zugänglich gemacht. Zum anthropologischen Richtung zählten neben Plessner, Gehlen und Schelsky Hans Paul Bahrdt, Dieter Claessens, Heinrich Popitz, Friedrich Tenbruck. Für diese und die Kölner Gruppe sowie auch Dahrendorf und Lepsius galten Marx und der Marxismus als unzeitgemäß und die Kapitalismusanalyse als untaugliches Instrument der Wirklichkeitserklärung. Abgesehen von der politikwissenschaftlichen Marburger Schule hielten allein Vertreter der Frankfurter Schule am Desiderat einer Verbindung von Marx und moderner Soziologie fest.
Seit der amerikanischen Emigration ihrer Hauptvertreter war die Kritische Theorie der Gesellschaft ein „Deckbegriff für eine neomarxistische Theorie, einen westlichen Marxismus, der durch empirische Sozialforschung gestützt und bestätigt die fundamentalen Widersprüche in kapitalistischen Gesellschaften aufklären wollte.“ Das war besonders für jungen Soziologen, die in der bundesrepublikanischen Gesellschaft vor allem eine Restauration sahen, attraktiv. Zu ihnen gehörten Jürgen Habermas, Oskar Negt und Claus Offe.
Der Hauptvertreter der Frankfurter Schule Theodor W. Adorno war von 1963 bis 1967 DGS-Vorsitzender gewesen, sein Nachfolger wurde Ralf Dahrendorf. Über seine Amtszeit hinaus war Adorno jedoch Vorsitzender des Vorbereitungskomitees des 16. Soziologentages geblieben. Darum war er maßgeblich für die Wahl des Rahmenthemas Spätkapitalismus oder Industriegesellschaft verantwortlich. Rolf Wiggershaus hält es für denkbar, dass der Titel der Tagung eine „Reverenz gegenüber der Studentenbewegung“ gewesen sei. Zum ersten Mal war es der Öffentlichkeit erlaubt, sich aktiv auch an den Diskussionen im Plenum zu beteiligen. Die fast ausschließlich studentische Öffentlichkeit stellte den radikalen Bezug der Soziologie zur politischen Situation her, der zu einer besonderen Schärfe der Diskussionen führte.
Der amtierende DGS-Vorsitzende Dahrendorf war an der Tagungsplanung dagegen nicht beteiligt gewesen, worauf er in seiner Eröffnungsrede (laut Claus Offe „etwas spitz“) hinwies und dem „eigentlichen Veranstalter“ Adorno das Einleitungsreferat überließ.
Dahrendorf hielt seinen Hauptvortrag erst am zweiten Tag des Kongresses (9. April 1968), und zwar nach einem Gemeinschaftsreferat der Adorno-Schüler Joachim Bergmann, Gerhardt Brandt, Klaus Körber, Ernst Theodor Mohl und Claus Offe. Er wich vollständig von seinem vorbereiteten Manuskript ab und stellte kritische Fragen zum Einleitungsvortrag Adornos und zum Gemeinschaftsreferat.
Am Abend des dritten Kongresstages (10. April 1968) fand außerhalb des offiziellen Tagungsprogramms eine öffentliche Podiumsdiskussion statt, an der unter anderen Dahrendorf und Scheuch sowie die Studenten Hans-Jürgen Krahl und Wolfgang Lefèvre teilnahmen. Die Diskussion fand laut Dahrendorf in einer „Atmosphäre beträchtlicher politischer Erregung statt.“ Ihren Bericht dazu überschrieb Die Welt am 16. April 1968 mit „Dahrendorf und Scheuch in der Löwengrube“.
Am letzten Tag des Kongresses (11. April 1968) hielt dann Scheuch sein Referat über methodische Probleme gesamtgesellschaftlicher Analysen. Statt eines vorgesehenen Co-Referats von Habermas (der krankheitsbedingt nicht teilnehmen konnte) folgte eine Podiumsdiskussion, an der neben Scheuch, Adorno und Lepsius auch Werner Hofmann und Niklas Luhmann teilnahmen.
Nicht nur Habermas fehlte beim 16. Deutschen Soziologentag. Helmut Schelsky, René König und Arnold Gehlen blieben der Veranstaltung fern, der hessische Kultusminister Ernst Schütte, dessen Grußwort im Programm angekündigt war, ließ sich entschuldigen, der Rektor der Universität Frankfurt, Walter Rüegg, ebenfalls.

## Debatten des 16. Soziologentages

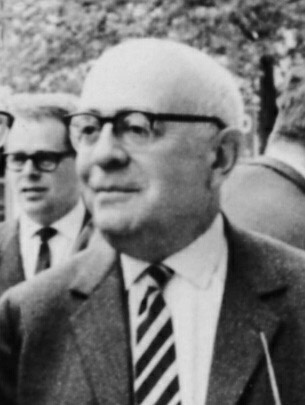
Theodor W. Adorno

In seinem Einführungsvortrag ging Adorno der Frage nach, ob immer noch das kapitalistische System herrsche oder die industrielle Entwicklung den Unterschied zwischen kapitalistischen und nichtkapitalistischen Staaten und damit auch die Kritik am Kapitalismus hinfällig gemacht habe. Mit anderen Worten: „ob die heute innerhalb der Soziologie so weit verbreitete These, Marx sei veraltet, zutreffe.“ Er vertrat die Auffassung, dass die gegenwärtige Gesellschaft nach dem Stand ihrer Produktivkräfte durchaus als Industriegesellschaft zu bezeichnen sei, industrielle Arbeit sei überall und über alle Grenzen zum Muster der Gesellschaft geworden. Bezüglich ihrer Produktionsverhältnisse sei die Gesellschaft aber noch als Kapitalismus, als Spätkapitalismus, zu benennen. Produziert werde immer noch, wie ehedem, um des Profits willen. Alle menschlichen Bedürfnisse seien zu Funktionen des Produktionsapparates geworden. Die Menschen würden total gesteuert. Er folgerte: „Nicht die Technik ist das Verhängnis, sondern ihre Verfilzung mit den gesellschaftlichen Verhältnissen, von denen sie umklammert wird.“ Der Soziologie warf er vor, sie würde das Gesamtphänomen der herrschenden gesellschaftlichen Verhältnisse nicht hinreichend thematisieren, sondern es mit kleinteiligeren Begriffen wie Macht und soziale Kontrolle neutralisieren. Abschließend forderte er: „Soll Soziologie, anstatt bloß Agenturen und Interessen willkommene Informationen zu liefern, etwas von dem erfüllen, um dessentwillen sie einmal konzipiert ward, so ist es an ihr, mit Mitteln, die nicht selber dem universalen Fetischcharakter erliegen, das Ihre, sei’s noch so Bescheidene, beizutragen, daß der Bann sich löse.“
Im Gemeinschaftsreferat, das Gerhard Brandt vortrug, wurde gleich zu Beginn bemängelt, dass die von der Soziologie entwickelten Modelle politischer Herrschaft weitgehend von den materiellen Bedingungen der jeweiligen Sozial- und Wirtschaftsstruktur abgelöst seien. Dieser Mangel sei zu beheben. Danach wurde der Unterschied zwischen überkommenem Kapitalismus und aktuellem Spätkapitalismus mit dem Ergebnis herausgearbeitet, „daß die staatliche Regulierung spätkapitalistischer Gesellschaften eine neue Dimension sozialer Ungleichheit hat hervortreten lassen.“ Abschließend wurde vermutet, dass solche Ungleichheit sozialen Konfliktstoff erzeugen und systemverändernde Tendenzen mobilisieren könne. Das entsprang einer, im Referat entwickelten Disparitäten-Theorie, die auch der heutigen Soziologie sozialer Ungleichheit zunutze ist, wenn auch ohne den früheren revolutionären Duktus. Vom Autorenkollektiv wurde eindeutiger als bei Adorno, der noch Vermittlung zwischen den Begriffsverwendungen gesucht hatte, auf eine Deutung der damals aktuellen Sozial- und Wirtschaftsstruktur als spätkapitalistisch bestanden.

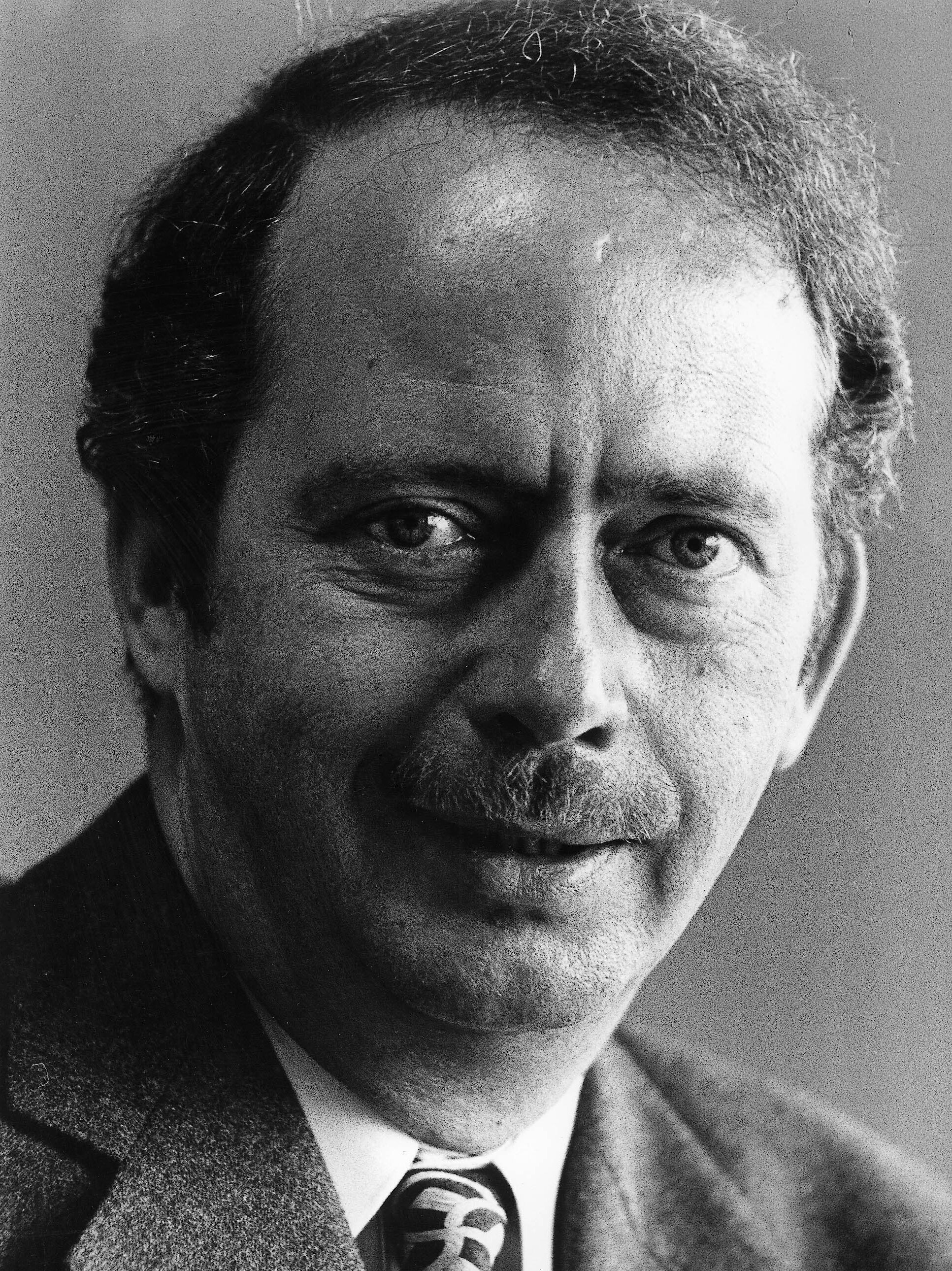
Ralf Dahrendorf

Dahrendorf setzte sich in seinem Referat kritisch mit den vorher gemachten Aussagen auseinander. Darin sah er eine Auseinandersetzung mit dem Theorie-Praxis-Problem: „Die Frage ist, ob soziologische Analyse so vorgenommen werden kann, daß sie Ansätze zur Veränderung der Wirklichkeit schon enthält.“ Totalanalysen, wie von Adorno und Brandt vorgetragen, sprach er diese Möglichkeit ab: „In gewisser Weise, so scheint es mir, gehört eine ihrer Sache allzu sichere Analyse der Totalität unserer gesellschaftlichen Entwicklung zu einer erstarrten Welt; sie verdoppelt diese erstarrte Welt. Sie ist eine Analyse, die die Ganz- oder Gar-nicht-Veränderung fordert, und wo die Ganz-oder Gar-nicht-Veränderung gefordert wird, tritt meist die Gar-nicht-Veränderung ein.“ Zudem bemängelte er bei Adorno und Brandt das Fehlen von Aussagen über zukünftige Möglichkeiten sozialer und politischer Entwicklung. Dann nannte er eine Reihe konkreter Fragen die ein soziologischer Kongress zu beantworten hätte, wie unter anderen, nach den Chancen politischer Strukturveränderungen und den Möglichkeiten von Dezentralisierung, und kommentierte dann: „Fragen dieser Art würden uns nach meiner Meinung zu Antworten führen, die uns der Praxis sehr viel näher bringen als eine noch so verlockende Totalanalyse jemals kann.“
In der anschließenden Diskussion bestand Adorno auf das, was Dahrendorf Totalanalysen genannt hatte und betonte deren praktischen Wert, da „Praxis nicht an den einzelnen konkreten Notsituationen sich entfaltet, sondern daß sie das, was das Ganze meint, in sich einbezieht.“ Die Unmenschlichkeit, um die es gehe, sei gerade die, „daß die Menschen in ihrem lebendigen Schicksal zu Objekten geworden sind, und es ist nicht die Unmenschlichkeit der Soziologie, die versucht, das auszusprechen.“ Werner Hofmann erklärte: „Herr Dahrendorf hat eine theoretische Haltung, zu der ich mich für meine Person bekenne, als unnütz für die Praxis abgetan. Da wäre doch einmal zu bedenken, ob es etwas Praktischeres und auch Bedrohlicheres geben kann, als eine konsequente Theorie.“ Und Claus Offe charakterisierte, das was Dahrendorf vorgetragen hatte, abwertend als „Aufforderung zur pragmatisch gedämpften politischen Einzelinitiative auf der Basis eines liberalen Gesellschaftsbildes.“
In der letzten Veranstaltung des Soziologentages, dem Referat von Scheuch über Methodische Probleme gesamtgesellschaftlicher Analysen und der nachfolgenden Podiumsdiskussion unter Beteiligung aus dem Plenum (das vorgesehene Co-Referat von Habermas musste wegen dessen Erkrankung ausfallen) zeigte die Differenz der Auffassungen über die eigene Wissenschaft besonders deutlich. Scheuch entwickelte, in der Tradition seines Kölner Kollegen und ehemaligen Lehrers René König und dessen Plädoyer für eine Soziologie, die „nichts weiter sein will als Soziologie“, eine scharfe Trennung der empirischen Einzelwissenschaft Soziologie von einer die Kategorie der Totalität bewahren wollenden Sozialphilosophie. Scheuch betrachtete es „als ein historisches Unglück der Soziologie in Deutschland seit Ende des ersten Weltkrieges, daß sich der Wunsch nach Weltformeln mit dem Anspruch auf wahre, die Einzelwissenschaften übersteigende Erkenntnis, mit der Soziologie verband.“ Bald nach dem Soziologentag spitze er seine Kritik noch zu und publizierte einen Aufsatz mit dem Titel Produziert die Soziologie Revolutionäre?, darin warf er soziologischen Fachkollegen vor, „Gesellschaftstheologie“ als Wissenschaft zu proklamieren. Em Ende seines Vortrages rief er zum Dialog zwischen Soziologie und Sozialphilosophie auf.
In der Replik auf Scheuch versuchte Adorno, eine Verständigung zwischen Positivismus und dialektischer Soziologie herzustellen; dialektische Soziologie könne die Teilung, welche Sozialwissenschaft und Sozialphilosophie scheiden will, nicht akzeptieren, wolle sie nicht einer Spaltung des Vernunftbegriffes und damit einer Doppelung der Wahrheit zustimmen. In der Diskussion verfestigten sich dann aber eher die Gegensätze. Scheuch hielt Adorno eine „solipsistische Argumentation“ vor, und Lepsius sprach noch schärfer von „notorischer Nichtübereinstimmung“. Dahrendorf wandte sich kritisch in beide Richtungen, er hielt Scheuch die Ausklammerung der Sozialphilosophie aus der Soziologie vor und Adorno den Kampf gegen einen Positivismus, „den keiner mehr vertritt“.
Abschließend befand der amtierende DGS-Vorsitzende Dahrendorf, es möge ruhig festgestellt werden, daß auch am Ende des Kongresses diejenigen, die kritische Soziologen seien und diejenigen, die dogmatische seien, noch auf einem sehr unterschiedlichen Boden stünden.

## Rezeption
Auf dem Soziologentag wurden laut Wolfgang Glatzer harte Diskussionen ausgetragen, doch die Gegensätze zwischen Adorno und Dahrendorf seien nichts Unübliches in der langen Geschichte der DGS gewesen. Da aber die Tagung vor dem Hintergrund der unkonventionellen Aktivitäten der Studentenbewegung stattfand und man fürchtete, dass die DGS von der Ausserparlamentarische Opposition (APO) gespalten werden könnte, kam es nach 1968 zu einem Moratorium von sechs Jahren, bevor wieder ein Soziologentag veranstaltet wurde. Nur auf diese Weise glaubte der Vorstand damals die Einheit der DGS retten zu können.
Laut M. Rainer Lepsius (im Jahr 1979) symbolisierte der Frankfurter Soziologentag von 1968 das Ende der liberalen zeitkritischen Funktion der Soziologie in der Nachkriegszeit. Die Soziologen seien von der linken Zeit- und Systemkritik überrundet worden. Studentenbewegung und progressive Intellektuelle hätten Traktate und Pamphlete über rasch wechselnde Modethemen veröffentlicht, ohne dass sich mit ihnen eine soziologische Tatsachenfeststellung oder Analyse verbunden hätte, auch wenn sich häufig einer soziologischen oder marxistischen Terminologie bedient worden sei: „Die Zeitströmungen wirkten eher auf die Soziologie zurück als daß sie von der Soziologie ausgegangen wären“.
Nach Auffassung von Wolfgang Zapf (einem ehemaligen Diplomanden bei Adorno, der von 1987 bis 1990 DGS-Vorsitzender war) spaltete die Kontroverse die westdeutsche Soziologie deshalb nicht, weil die neomarxistische Interpretation der westlichen Gesellschaften (Spätkapitalismus) sich rasch von der Soziologie ablöste, zum „Zeitgeist“ wurde und in die „Studentenrevolte“ und die „Kulturrevolution“ mündete und in die politischen Generationenkonflikte und Positionskämpfe einfloss. Außerdem hielten (so Zapf) die etablierten Soziologen am Modell „der sich als liberale Demokratien und soziale Marktwirtschaften entwickelnden westlichen Industriegesellschaften fest.“
Die Kontroverse hielt sich in der deutschen Soziologie bis in die Gegenwart mit der Frage, ob gesellschaftliches Leben im 21. Jahrhundert durch Soziale Ungleichheit (Klassengesellschaft) oder durch Probleme der Koordination von funktionalen Teilsystemen bestimmt sei.